# Église Saint-Pierre de Sassenage
L'église Saint-Pierre de Sassenage est une église catholique, située dans la commune de Sassenage, en Isère, dans la région Auvergne-Rhône-Alpes en France.
Le clocher, la chapelle et l'ensemble contenant le tombeau font l'objet d'une inscription partielle au titre des monuments historiques par arrêté du 11 février 1930.

## Localisation et accès

### Localisation
L'église est située dans le bourg ancien de Sassenage, l'entrée principale de l'édifice est située rue de la République, non loin des quais du Furon, torrent qui traverse le bourg. L'ancienne route nationale 532 ou « RN 532 » déclassée en route départementale « RD 1532 » passe à proximité du bâtiment.

### Accès
L'eglise de Sassenage est desservi par les lignes de bus 20, 50 et 54 du service Transports de l'agglomération grenobloise.

### Description
L'église Saint-Pierre se présente sous la forme d'un petit édifice avec un clocher de style roman a trois étages, sa flèche en pierre à quatre pans est plus récente. La petite cloche de bronze est datée de 1633.
Une petite chapelle de type renaissance italienne, est située à sa droite daterait de la fin du XVe siècle par le seigneur de Sassenage, afin d'accueillir les sépultures de ses ancêtres.
Des baies en plein cintre avec colonnettes arcatures et bandes lombardes sont présentes sur les quatre faces de l'étage supérieur, mais celles des 1er et 2e étages ont été partiellement ou totalement murées. L'ouverture romane du chœur a été rétablie et les traces de l'ancienne voûte sont visibles.
Le tableau « Notre Dame du Rosaire » est situé dans l'église sur le mur sud de la nef, encadré par deux vitraux représentant Saint Ismidon de Sassenage et Saint Pierre. Le commanditaire de cette œuvre est Jean Volmar Chevalier, un riche commerçant local du XVIIe siècle.

## Historique

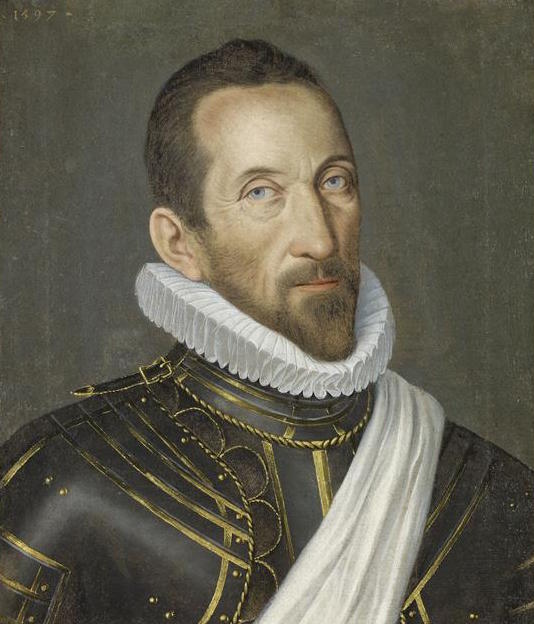
Le duc de Lesdiguières

L'église a été construite au cœur du bourg de Sassenage au XIe siècle. En 1080, le seigneur  Hector de Sassenage remet l'église à l'évêque de Grenoble. Celle-ci abrite depuis 1822 le tombeau du duc de Lesdiguières et de sa famille.